# El hombre sin rostro
El hombre sin rostro es una película dramática de 1993 dirigida y protagonizada por Mel Gibson, y basada en la novela homónima publicada en 1972 por Isabelle Holland. La mayoría de los críticos quedaron impresionados con el debut como director de Gibson.

## Argumento
Un niño llamado Charles E. "Chuck" Norstadt, que vive en una villa marinera en Maine, padece de serios conflictos familiares en un hogar sin padre. Chuck tiene dificultades para lograr uno de sus máximos sueños, ingresar a la academia militar de West Point, pero debido a su entorno, sus notas son deficientes y todo parece ir mal hasta que conoce a un extraño hombre solitario, llamado Justin Mc Leod (Mel Gibson), cuyo rostro está desfigurado a medias por un accidente automovilístico. Este lo acepta como alumno sin ningún precio a cambio, por ello le brinda toda su confianza.
Todo parece ir mejor para Charles E. "Chuck" Norstadt en la parte académica, pero detrás de un severo, paternal pero amigable tutor, hay un pasado oscuro que le persigue y que a la larga afectará las relaciones sólidamente fraternales entre alumno y tutor. El desenlace es completamente inesperado.
Cabe destacar la actuación notable y sólida de Nick Stahl en su primer papel como el incomprendido Charles E. "Chuck" Norstadt.

## Reparto
- Nick Stahl - Charles E. 'Chuck' Norstadt
- Margaret Whitton - Catherine Palin
- Mel Gibson -Justin Mc Leod
- Fay Masterson - Gloria Norstadt
- Gaby Hoffmann - Megan Norstadt
- Geoffrey Lewis - Jefe Wayne Stark
- Richard Masur - Profesor Carl Hartley
- Michael DeLuise - Douglas Hall, amigo de Gloria
- Ethan Phillips - Todd Lansing
- Jean De Baer - Sra. Lansing